# Jutta Greinert
Jutta Greinert, geborene Röchling (* 1942) ist eine deutsche Unternehmerin und ehemalige Hockeyspielerin.

## Werdegang
Jutta Greinert entstammt zwei bedeutenden deutschen Unternehmerfamilien. Ihr Vater, Richard Röchling (1904–1986), war Teilhaber des Röchlingschen Industriebesitzes, ihre Mutter Irma (1899–1977) war eine geborene Stinnes.
Da ihr Vater zu den Mäzenen des Mannheimer Hockeyclubs gehörte, interessierte sie sich von Jugend an – neben dem Tennissport – für Feldhockey und wurde Mitglied des Mannheimer HC. Bald wurde sie in die Frauenmannschaft ihres Vereins und bereits im Alter von 18 Jahren in die deutsche Frauennationalmannschaft im Feldhockey berufen. 13 Mal spielte sie in den Jahren 1961 bis 1963 für Deutschland.
Am 3. März 1962 zeichnete Bundespräsident Heinrich Lübke zahlreiche deutsche aktuelle Nationalspielerinnen im Feldhockey, darunter auch Jutta Röchling neben z. B. Hannelore Blumenberg, Greta Feurich und Bärbel Aichinger mit dem Silbernen Lorbeerblatt aus.
Ab 1988 war Jutta Greinert Mitglied im Aufsichtsrat von Duravit. Ihr Sohn Gregor Greinert (* 1974) ist Aufsichtsratsvorsitzender des Unternehmens. Sie und ihr Mann gehören zu den 500 reichsten Deutschen.

## Privates
Sie ist seit 1971 mit Klaus Greinert verheiratet, der ebenfalls ein mit dem Silbernen Lorbeerblatt dekorierter Feldhockeyspieler war und den sie beim HC Mannheim kennen gelernt hatte. Da beide sich, wie die ganze Familie Röchling, um den Mannheimer HC verdient gemacht hatten, wurden sie 2016 beim Rhein-Neckar SportAward mit dem Life-Time-Award geehrt. Sie ist im Stiftungsrat der Stiftung des Mannheimer Hockeyclub.

## Film
- Luxus-Penthouse im Bunker, SWR, Sendung vom 8. Januar 2023 über das Leben von Jutta und Klaus Greinert im Hochbunker in Mannheim-Feudenheim.
- Inside Duravit – Jutta Greinert, 2020